# DLF Limited
DLF Limited (Delhi Land & Finance) ist ein im Jahre 1946 von Raghuvendra Singh begründetes Wohn- und Gewerbeimmobilienunternehmen mit Sitz in Neu-Delhi.

## Unternehmen
Im Jahre 1957 übernahm die Delhi Development Authority mittels des „Delhi Development Act“ die Kontrolle über die Grundstücks- und Bodenwirtschaft im Stadtgebiet von Delhi. Daraufhin verlagerte die DLF ihre unternehmerischen Aktivitäten in den Vorort Gurgaon. Hier entstand auch Mitte der 1970er Jahre die sogenannte „DLF City“. Seit dem Jahre 2007 werden Wertpapiere von DLF an der Bombay Stock Exchange und der National Stock Exchange of India gehandelt.

## Weblinks

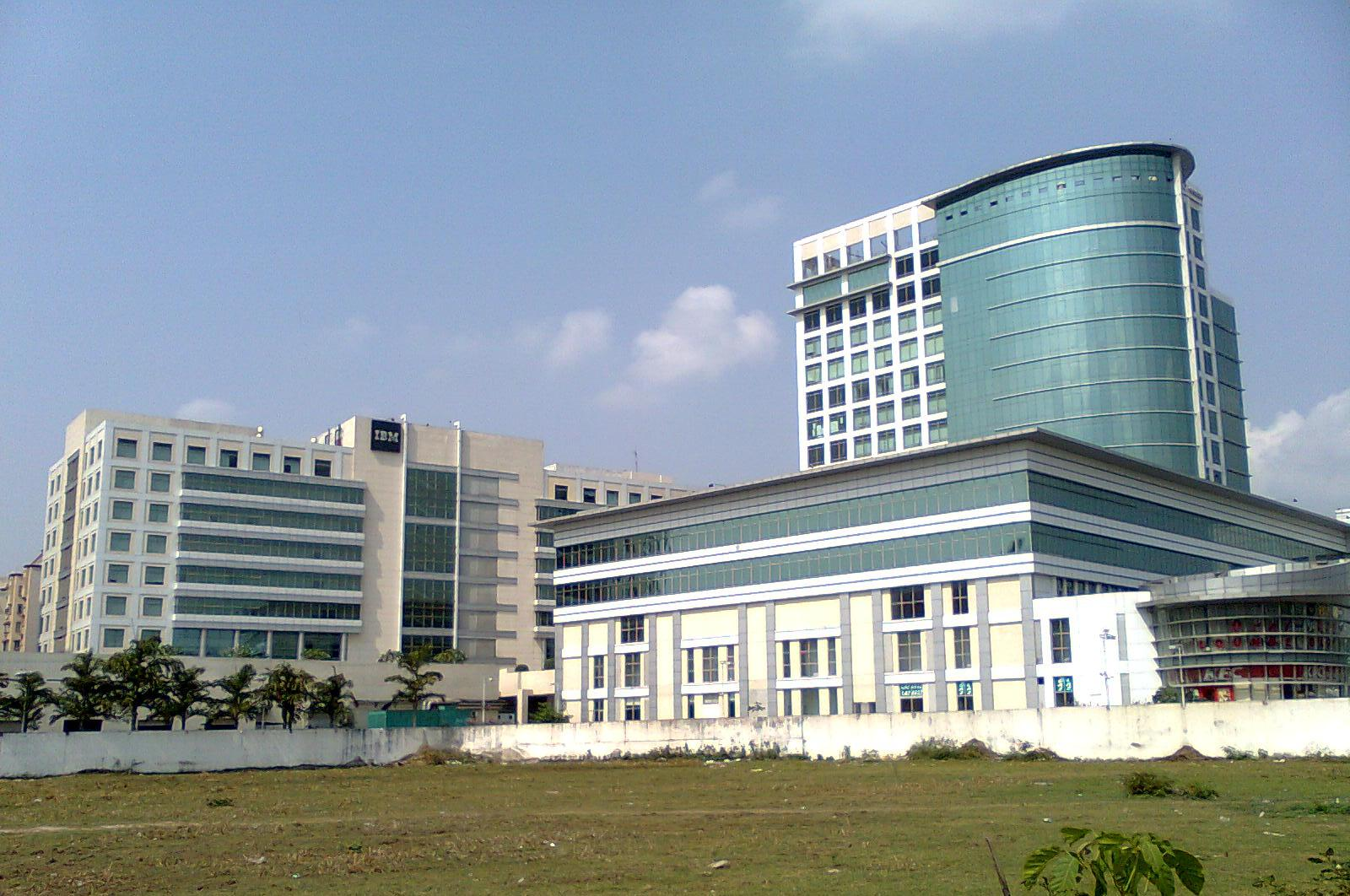
Gewerbekomplex in Kalkutta erstellt von der DLF (2013)